# Lingue bororoane

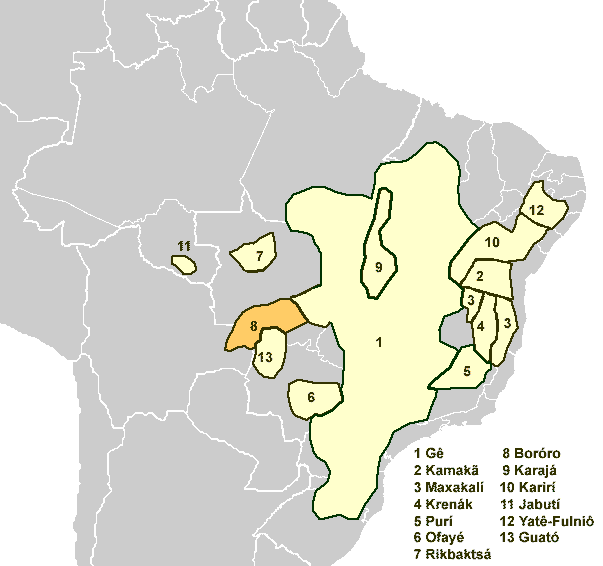
Areale di diffusione delle Lingue macro-gê. Le lingue bororoane sono parlate nella zona color arancio.

Il piccolo gruppo delle Lingue bororoane del Brasile, è formato dalla Lingua bororo l'unica ancora parlata, e dalle estinte Lingua umotína e Lingua otuke.
Il gruppo apparterrebbe alla famiglia linguistica delle Lingue macro-gê, proposta nel 1928, l'esistenza di questa famiglia non è accettata da tutti gli studiosi, per cui, per alcuni, il gruppo bororoano sarebbe una famiglia linguistica a sé stante

## Classificazione
- Lingue macro-gê (?)
  - Lingue bororoane
    - Lingue bororoane proprie
      - Lingua bororo
      - Lingua umotina (†)

    - Lingua otuke (†)

Dell'otuke si sa che esistevano diversi dialetti, che però oggi risultano tutti estinti.
Sono rimaste notizie di altri gruppi che potrebbero aver parlato lingue o dialetti simili al bororo, come gli Aravirá, ma nulla è rimasto.